# Jock Dodds
Ephraim Dodds, detto Jock (Grangemouth, 7 settembre 1915 – Blackpool, 23 febbraio 2007) è stato un calciatore scozzese, di ruolo attaccante.

## Caratteristiche tecniche
Era un centravanti molto dotato fisicamente

## Carriera

### Club
Dal 1932 al 1934 è stato tesserato dell'Huddersfield Town, con cui non ha mai esordito in prima squadra. Nel 1934, dopo essere transitato per un breve periodo dal Lincoln City, viene acquistato dallo Sheffield Utd, formazione della seconda divisione inglese, con la quale gioca per i successivi cinque campionati. In particolare, nella stagione 1935-1936 è capocannoniere del campionato (con 34 gol in 42 partite) e, con i suoi gol (4 in 8 partite), aiuta la sua squadra a raggiungere la finale di FA Cup, persa per 1-0 contro l'Arsenal. Nell'arco del suo quadriennio di permanenza a Sheffield segna in totale 130 reti in 203 partite (di cui 113 in 178 partite nel campionato di seconda divisione, nel quale al termine del campionato 1938-1939 la sua squadra, dopo averlo ceduto a stagione in corso, conquista la promozione in massima serie).
Nel marzo del 1939 viene ceduto per 10 000 sterline al Blackpool, con cui nella parte finale del campionato 1938-1939 esordisce nella prima divisione inglese segnando 10 gol in 12 partite, risultando determinante per la salvezza della sua squadra.
In seguito allo scoppio della Seconda guerra mondiale la sua carriera risulta parzialmente compromessa: dal 1939 al 1946, infatti, nel Regno Unito non si giocano campionati ufficiali ma solo tornei di guerra a carattere locale, nei quali Dodds segna grandi quantità di reti (65 nella stagione 1941-1942, 47 l'anno seguente): il suo bilancio complessivo nei tornei di guerra è di 220 reti in 145 presenze (arrivando quindi ad un totale di 157 presenze e 230 reti con il Blackpool). Nella stagione 1942-1943 vince inoltre una Football League War Cup.
Nel novembre del 1946, dopo aver giocato per due mesi con gli irlandesi dello Shamrock Rovers (5 presenze e 2 totali ma senza mai giocare in campionato: 3 presenze nel League of Ireland Shield e 2 nella Dublin City Cup), viene ceduto per 8250 sterline all'Everton, con cui dal 1946 al 1949 gioca tre campionati consecutivi nella massima serie inglese, con un bilancio complessivo di 55 presenze e 36 reti (di cui 17 in 21 presenze nel campionato 1946-1947). Nel corso della stagione 1948-1949 fa ritorno al Lincoln City, dove gioca per altri due anni nelle serie minori, per poi ritirarsi nel 1950.

### Nazionale
Durante gli anni della seconda guerra mondiale ha segnato 9 reti in 8 presenze con la nazionale scozzese, fra le quali spicca una tripletta realizzata contro l'Inghilterra il 18 aprile 1942 ad Hampden Park.

## Palmarès

### Club

#### Competizioni nazionali
- Football League War Cup: 1

Blackpool: 1942-1943

### Individuale
- Capocannoniere della Second Division: 1

1935-1936 (34 reti, alla pari con Bobby Finan)